# Mallorca Challenger 1997
Il Mallorca Challenger 1997 è stato un torneo di tennis facente parte della categoria ATP Challenger Series nell'ambito dell'ATP Challenger Series 1997. Il torneo si è giocato a Maiorca in Spagna dal 29 settembre al 5 ottobre 1997 su campi in terra rossa.

## Vincitori

### Singolare
Álex López Morón ha battuto in finale  Orlin Stanojčev con il punteggio di 6–4, 6–4

### Doppio
Massimo Ardinghi /  Guillaume Marx hanno battuto in finale  Devin Bowen /  Tamer El Sawy con il punteggio di 6–3, 6–2